# 新川広域農道
新川広域農道（にいかわこういきのうどう）は、かつて指定されていた富山県魚津市と下新川郡朝日町を結ぶ広域農道である。現在、魚津市内については、主要地方道宇奈月大沢野線、市道の横枕有山線、東山横枕線、布施川小川寺線に、黒部市内は市道山田浦山線にそれぞれ指定変更されている。
事業名称は広域営農団地農道整備事業「新川地区」。通称『新川スーパー農道』。始点の魚津市有山で接続する県道が滑川市で富山中部広域農道に、終点の朝日町で国道8号に接続する。全線2車線だが、曲線路が多い他、魚津市内では曲がらなければならない交差点もある。

## 通過する自治体
- 富山県
  - 魚津市 - 黒部市 - 下新川郡入善町 - 下新川郡朝日町

## 概要
- 総延長 - 33.4km（当初予定の31.1㎞から変更）[4]
- 建設決定 - 1972年1月[5]
- 着工 - 1972年度[3]
- 全線開通 - 1995年11月24日[6]（当初は1984年度完成予定であった[4]）

## 沿革
1972年5月1日、魚津市有山より黒部市吉城寺に至る区間（魚津市横枕 - 小川寺間を除く）10.8㎞が新川地区事業として国庫補助事業の採択を受け、同年9月18日には土地改良法第87条の規定により新川二期地区の事業計画が確定した。1974年4月24日には、黒部市吉城寺 - 朝日町道下地内国道8号に至る15.4kmを新川二期地区事業として採択された。
富山地方鉄道本線との立体交差は、当初は跨線橋を予定していたが、地元の強い要望によってアンダーパスとなった。
1991年11月7日、魚津市内の区間が全線開通した。
1995年3月31日に全工事が完成し、天神山トンネルが開通した同年11月24日に竣工式が挙行された。

## トンネル・橋梁
- 天神山トンネル（厳密には魚津市青柳 - 小川寺間の分断区間を接続する道路という扱いで、当農道には含まれていない）
- 阿古屋野トンネル
- 新川黒部橋

## 接続・交差する道路
- 富山県道137号堀江魚津線
- 富山県道33号金山谷田方町線
- 富山県道136号坪野湯上線
- 富山県道332号大海寺新本町線
- 富山県道52号島尻魚津インター線
- 富山県道132号三箇吉島線
- 富山県道67号宇奈月大沢野線
- 富山県道331号黒谷上村木線
- 富山県道128号阿弥陀堂魚津停車場線
- 富山県道126号福平経田線
- 富山県道125号福平石田線
  - 福平石田線とは一部区間で併用しており、1996年時点では、東布施地区の住民から併用区間を無くして阿古屋野トンネルから取り次ぎ道路へ直接交差させるか、あるいは福平石。線を跨いでインターチェンジの形にするか、地下を通るかにしてほしいという要望があった[12]。
- 富山県道329号中山田家新線
- 富山県道124号本野三日市線
- 富山県道14号黒部宇奈月線
- 富山県道63号入善宇奈月線
- 富山県道108号舟見入善線
- 富山県道13号朝日宇奈月線
- 富山県道45号黒部朝日公園線
- 富山県道106号北羽入入善線
- 富山県道105号山崎草野線
- 富山県道102号山崎泊線
- 国道8号

## 沿線の施設・観光地
- 有磯海サービスエリア下り線
- 魚津市桃山運動公園
- 貝田新円筒分水槽・東山円筒分水槽
- タワーパートナーズ セミコンダクター
- 魚津国際カントリークラブ
- くろべ牧場まきばの風
- 宮野運動公園
- 朝日町立朝日中学校
- 朝日町文化体育センター（サンりーナ）

## 余談
1970年8月に、広域農道によるメリットが無いという理由で魚津市が新川広域農道研究会からの脱会申出があったことに伴い、一時期は黒部川扇状地を環状するルートが検討されていたが、その後魚津市が広域農道事業に参加することになったことから。当初の案通りに建設されることになった。